# Блейби
Блейби (англ. Blaby) — неметрополитенский район (англ. Non-metropolitan district) в графстве Лестершир (Англия). Административный центр — деревня Нарборо.

## География
Район расположен в юго-западной части графства Лестершир, на северо-востоке примыкает к Лестеру, на юге граничит с графством Уорикшир.

## Состав
В состав района входят 1 город:
- Браунстон

и 23 общины (англ. Civil parish):
- Астон-Фламвилл
- Блейби
- Косби
- Каунтесторп
- Крофт
- Элместорп
- Эндерби
- Гленфилд
- Глен-Парва
- Ханкот
- Килби
- Керби-Максло
- Лестер-Форест-Ист
- Лестер-Форест-Уэст
- Нарборо
- Поттерс-Марстон
- Сапкот
- Шарнфорд
- Стони-Стантон
- Торп-Астли
- Терластон
- Уэтстон[англ.]
- Уигстон-Парва